# Verlosserkerk (Potsdam)
De Verlosserkerk (Duits: Heilandskirche am Port von Sacrow) is een luthers kerkgebouw in Potsdam.
De kerk staat ten zuiden van het voormalige dorpje Sacrow, dat tegenwoordig een deel vormt van Potsdam, op een landtong aan de oever van de Havel. Zowel vanwege de ligging als vanwege de Italiaanse bouwstijl is dit een buitengewone kerk. Het bouwwerk met zijn vrijstaande campanile stamt uit 1844 en werd gebouwd naar tekeningen van de Pruisische koning Frederik Willem IV. Deze koning, die bekendstaat als „Der Romantiker auf dem Thron“ (De romanticus op de troon), liet de uitvoering over aan zijn hofarchitect Ludwig Persius.

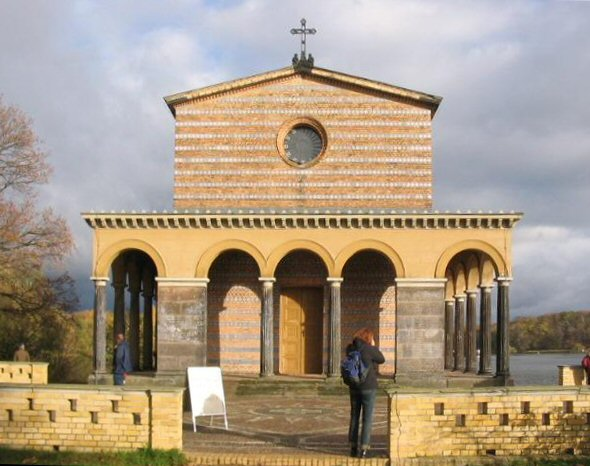
Aanzicht vanuit het westen met het portaal

De kerk ligt ongeveer 300 m ten zuiden van het Slot Sacrow en maakt deel uit van het in de jaren 1840 door Peter Joseph Lenné opnieuw ingerichte park dat dit slot omringt. Zowel de kerk als het slot werden in de jaren na de Duitse eenwording gerestaureerd en zijn deel van het Havellandschap. Dit cultuurlandschap vol parken en paleizen strekt zich uit van het Pauweneiland tot aan Werder en staat sinds 1990 als ensemble onder de naam Paleizen en parken van Potsdam en Berlijn onder bescherming van de UNESCO als werelderfgoed. Het pittoresk gelegen dorpje Sacrow ligt ingeklemd tussen de door Theodor Fontane vaak beschreven Havel, die hier uitmondt in het Jungfernmeer, het meer van Sacrow en uitgestrekte bossen. Sinds 1939 hoort het dorp bij het zuidwestelijk gelegen Potsdam. Door de Fuchsberge wordt het dorp gescheiden van het drie kilometer noordoostelijker liggende Kladow, dat een deel is van het Berlijnse district Spandau.

## Eerdere kerken in Sacrow

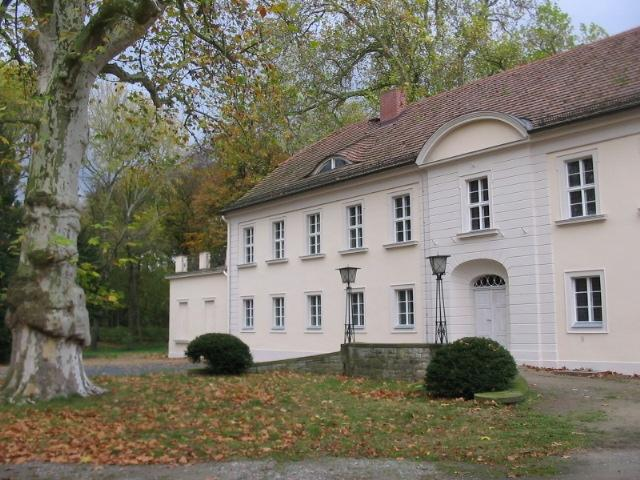
Slot Sacrow in 2004

Over de eerste kerk van Sacrow is weinig bekend. Het uit veldkeien opgetrokken godshuis bevindt zich midden in het dorp en raakte waarschijnlijk tijdens de Dertigjarige Oorlog (1618–1648) in verval. De eerste vermelding stamt uit 1661 toen de dominee uit het noordwestelijk gelegen dorp Fahrland belast was met de zielenzorg van de gemeente.
Op dezelfde plek werd in 1694 een kerk in vakwerkbouw opgericht. Eronder bevond zich nog het gewelf van de crypte van de eerdere kerk.
Tussen 1774 en 1794 werd Sacrow bediend door de predikant Johann Andres Moritz uit Fahrland die in zijn dagboek een gedetailleerde inkijk geeft in het leven in het dorp en van de opeenvolgende eigenaren van de in 1774 gebouwde boerderij. Theodor Fontanes nam deze beschrijvingen in zijn Wanderungen durch die Mark Brandenburg kort samengevat over. Moritz beschreef in 1790 zijn afkeer jegens de kwijnende gemeente (kümmerlichen Pfarre): "Mijn kerkgemeente is een lastige gemeente. Sakrow (slechts een filiaalkerk) ligt op grote afstand...Het is alles wel beschouwd een ergerlijk filiaal, en toch moet ik het elke 14 dagen bereizen. God! Je weet hoe ik dan...tot in de avond reizen en spreken moet, hoe zwaar het me begint te vallen..." (Meine Pfarre ist eine beschwerliche Pfarre. Sakrow (nur Filial) liegt eine Meile ab...es ist in allem betrachtet ein verdrießlich Filial, und doch muß ich es alle 14 Tage bereisen. Gott! Du weißt es, wie ich dann...bis Abend fahren und reden muß, wie sauer es mir jetzt wird...). (geciteerd naar Fontane). Na het overlijden van de predikant kwam de gemeente in 1794 onder de hoede van de Sint-Nicolaaskerk in Potsdam en daarna vanaf 1808 weer onder Fahrland.
De kleine vakwerkkerk was al sinds 1813 niet meer te gebruiken en moest in 1822 vanwege zijn bouwvalligheid afgebroken worden. De kerkgemeente richtte hierop een kapel in in huis vlak bij het landhuis, het latere slot Sacrow. Tot het gereedkomen van de Verlosserkerk in 1844 vonden hier kerkdiensten plaats.

## De Verlosserkerk

### Bouwgeschiedenis

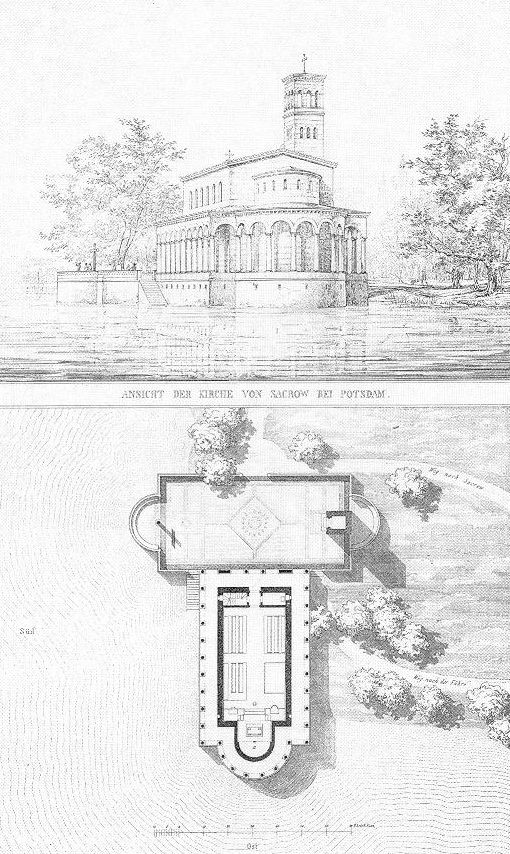
Aanzicht vanuit het zuidoosten en plattegrond, 1845

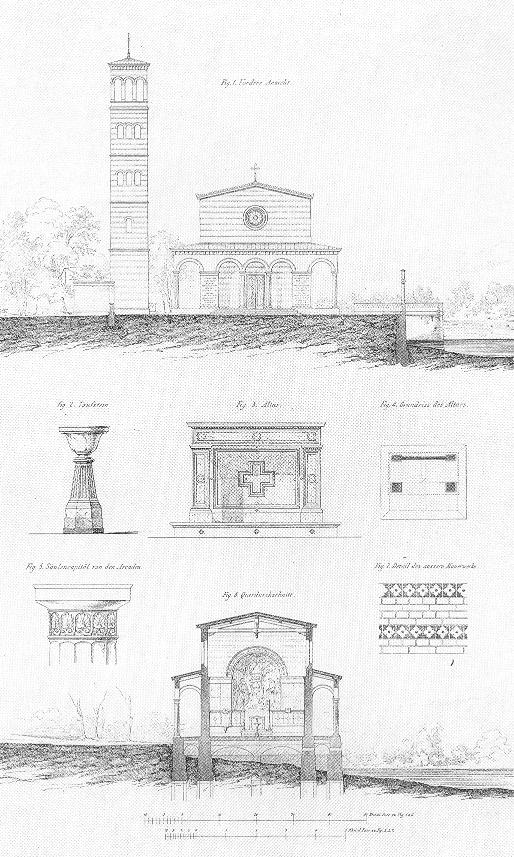
Aanzicht vanuit het westen, details en doorsnede, 1845

In de loop der eeuwen wisselde het dorp Sacrow en de bijhorende landerijen regelmatig van eigenaar. In oktober 1840 verwierf Frederik Willem IV het landgoed voor de som van 60.000 daalder en voegde het nog datzelfde jaar toe aan zijn kroondomein in Potsdam. Al lang voor de koop had de koning schetsen gemaakt van een kerk voor Sacrow. Een geschikte plek voor de nieuwbouw leek hem een inham van de Havel te zijn. Deze natuurlijke haven werd door de vissers op de rivier gebruikt om met hun boten te schuilen tijdens stormachtig weer. Voor de diepreligieuze koning was dit een symbolische plaats: Het kerkschip als „bolwerk“ in de storm van het leven. Het Latijnse opschrift van het zegel van de kerk verwijst hiernaar: S. Ecclesiae sanctissimi Salvatoris in portu sacro (kerk van de allerheiligste verlosser in de heilige haven).
De hofarchitect Ludwig Persius werkte samen met zijn naaste medewerker Ferdinand von Arnim, die als opzichter was aangesteld, de schetsen van de koning om in de voor hem typerende heldere ontwerpen. De kerk strekt zich uit tot in het water en wekt zo inderdaad de indruk van een aan de oever van het meer voor anker liggend schip. Deze constructiewijze, met een fundering op eikenhouten palen, maakte een derde van de totale bouwkosten van 45.234 daalder en 27 groot. Het slot werd ingericht als pastorie. De bouw begon in 1841 een de feestelijke inwijding kon al na drie jaar, op 21 juli 1844, plaatsvinden. De tuinarchitect Peter Joseph Lenné gaf na 1842 het terrein rond het kerkgebouw en de inham vorm, alsook het slotpark en de omgeving van een in 1843/44 door Ludwig Persius in Italiaanse stijl verbouwd veerhuis annex logement met de naam „Zum Doctor Faustus“, dat op het terrein wat verder naar het oosten stond. Zoals voor hem gebruikelijk schiep Lenné brede wandelpaden en lange zichtassen richting het Glienickepark, het Babelsbergpark, de Nieuwe tuin en de stad Potsdam. Het meer dan 24 ha grote park van Sacrow werd hierdoor een integraal onderdeel van het Havellandschap.
Na de inzegening op 21 juli 1844 bleef Sacrow slechts vier jaar een zelfstandige kerkgemeente. Hierna kwam de gemeente onder de hoede van de Vredeskerk van Sanssouci en vanaf 1859 werd ze ondergebracht bij Potsdam-Bornstedt. In 1870 werd de gemeente daarna samengevoegd met de gemeente Klein Glienicke, de Sint-Petrus-en-Pauluskerk van Nikolskoë en het gehucht Stolpe.

### Architectuur

#### Het schip

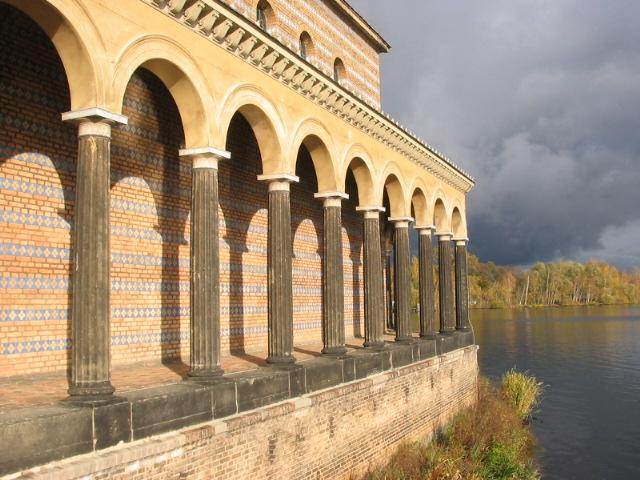
De zuilengalerij aan de zuidzijde boven het Jungfernmeer (Maagdenmeer).

Net zoals bij de iets later gebouwde Vredeskerk in het Sanssoucipark, diende ook bij de Verlosserkerk de vroegchristelijke kerkbouw, die zelf ontleend was aan de basilica, als voorbeeld. De koninklijke bouwheer gaf de voorkeur aan dit eenvoudige vlakgedekte kerktype boven een neogotisch ontwerp met een hoog gewelf. De vroegchristelijke bouwwijze was voor Frederik Willem IV namelijk een reminiscentie aan het vroege christendom waarvan de verbondenheid binnen de geloofsgemeenschap hij als ideaal voor ogen had.
Het meer dan 9 meter hoge, 18 meter lange en 8 meter brede bouwwerk heeft aan de oostzijde een uitgebouwde Apsis en is omgeven door een galerij. Dit geeft de kerk het uiterlijk van een driebeukige basiliek. Omdat de halfronde galerij uit de Havel oprijst, komt de kerk vanaf het water en vanuit Berlijn-Wannsee aan de overkant over als een voor anker gelegen oud schip. De klokkentoren lijkt vanuit de verte op de schoorsteen van een Mississippi-raderstoomboot, waarvan het effect nog versterkt wordt door de weerspiegeling in het water.
De gecanneleerde zuilen hebben in plaats van kapitelen een ring van palmetten uit gegoten zink. Aan de voorzijde worden de opeenvolgende zuilen onderbroken door twee brede zandstenen pijlers. Deze zijn voorzien in steen gebeitelde Bijbelverzen: Vers 1-16 uit het evangelie van Johannes en het dertiende hoofdstuk van 1 Korintiërs. Door rondboogvensters in het bovenste deel van het schip - de lichtbeuk - en door het roosvenster in de westgevel valt licht in het interieur van de kerk. De geelroze bakstenen waarin de kerk is gebouwd worden afgewisseld met banden van blauwgeglazuurde tegels met gele decoraties. Door de kleine dakhelling van de verschillende bouwdelen doet de kerk denken aan zowel vroegchristelijke bouwwerken als aan een Griekse tempel. De voorzijde wordt verfraaid door het kruis uit gegoten zink, dat de nok bekroont.

#### De Campanile (klokkentoren)

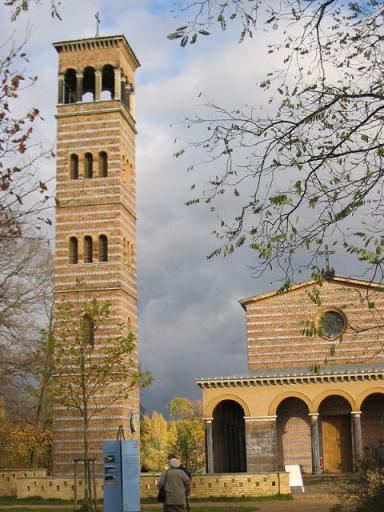
De campanile

Op het rechthoekige voorplein, dat voorzien is van exedra (halfronde banken) aan de smalle zijden, staat de meer dan 20 m hoge campanile. De toren is net als de rest van de kerk gebouwd in baksteen en gedecoreerd met banden met ingelegde tegels. De rondboogopeningen nemen naar boven in aantal toe om te eindigen in een geopende belvedère. De toren wordt beëindigd met een tentdak met daarop een bol en een kruis.
In de toren hangt een bijna 600 jaar oude bronzen klok. Volgens de overlevering werd deze klok in 1406 gegoten, maar dit is niet gedocumenteerd. De klok wordt voor het eerst vermeld in 1661. Vermoedelijk is de klok afkomstig uit de eerste veldstenen kerk. Een tweede klok werd in 1917 in beslag genomen voor de wapenproductie, hetzelfde gebeurde in 1944 met de vervanger hiervan.
In de zomer van 1897 werd de toren door de natuurkundigen Adolf Slaby en Georg von Arco gebruikt bij proefnemingen om de radiotechniek van Marconi te vervolmaken. Hier werd de eerste antennemast voor draadloze telegrafie in Duitsland opgericht. Op 27 augustus lukte het een signaal over te brengen naar het op 1,6 km gelegen keizerlijke zeemansstation Kongsnaes in de Schwanenallee in Potsdam aan de overkant van de Jungfernsee. Een gedenkplaat uit 1928 van de hand van Hermann Hosaeus boven de toegangsdeur van de campanile herinnert aan deze gebeurtenis. In het midden van de groene dolomieten plaat bevindt zich de mythologische figuur Atlas met de wereldbol omgeven door bliksemschichten en het onderschrift: An dieser Stätte errichteten 1897 Prof. Adolf Slaby und Graf von Arco die erste Deutsche Antennenanlage für drahtlosen Verkehr. (Op deze plek richtten in 1897 professor Adolf Slaby en Graf von Arco de eerste Duitse antenne-installatie voor draadloos verkeer op.)

### Het interieur
Het eenvoudig gehouden kerkinterieur wordt gedomineerd door de frescoschildering in de apsis in Byzantijnse stijl. Tegen een gouden achtergrond wordt de tronende Christus met het boek des levens, omgeven door de vier evangelisten Lucas, Matteüs, Johannes (evangelist) en Marcus met hun symbolen stier, engel, adelaar en leeuw. Boven hun hoofden zweven een halve cirkel engelfiguren. Boven in de halve koepel is de duif te zien als zinnebeeld voor de Heilige Geest. De schildering werd in 1845 door Adolph Eybel uitgevoerd in de frescotechniek naar een ontwerp van een van de voornaamste Duitse schilders van de romantiek, Carl Joseph Begas. Boven de halfronde bêma (de verhoogde ruimte in de apsis) wordt de kleurstelling van het plafond van het schip, gele sterren tegen een blauwe achtergrond, herhaald.

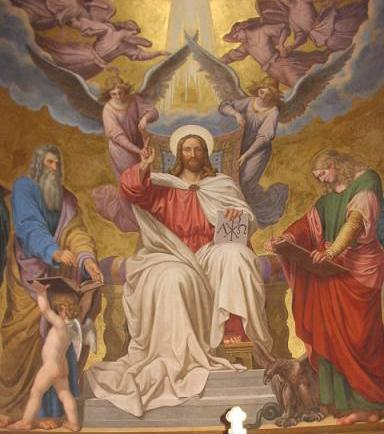
Frescoschildering (detail)

De oorspronkelijke vrijstaande altaar uit cederhout werd in 1961 moedwillig vernield. Aangezien een reconstructie wegens het ontbreken van gedocumenteerde gegevens niet mogelijk bleek, staat tegenwoordig op dezelfde plek een stilistisch vergelijkbaar altaar. Het schip heeft een cassetteplafond met een zichtbare balklaag. De afzonderlijke velden zijn met blauwe doeken bespannen en met lichtgele sterren beschilderd. Tussen de vensters van de lichtbeuk staan op consoles twaalf lindenhouten beelden van de apostelen. Ze worden tussen 1840 en 1844 gesneden door Jakob Alberty. Als voorbeeld dienden de apostelbeelden van Peter Vischer voor het grafmonument (ca. 1500) van Sint-Sebaldus in de Sint-Sebalduskerk in Neurenberg en die van Christian Daniel Rauch voor de Berlijnse Dom.
De kerkbanken stonden oorspronkelijk parallel aan de lange wanden maar zijn tegenwoordig in vier delen gegroepeerd en gericht op de apsis. De zeer hoge rugleuning en de even hoge deuren tussen de rijen moeten afleiding voorkomen en de blik van de gelovigen leiden naar de met drie treden verhoogde altaarruimte, de preekstoel en de lezenaar.
De enige toegang tot het kerkgebouw bevindt zich aan de westzijde. Daarnaast is ook een kleine sacristie afgescheiden van de kerkruimte. Boven de sacristie bevindt zich het orgel. Het werd in 1846 gebouwd door de Potsdamer orgelbouwer Gottlieb Heise. Het instrument had vijf registers verbonden met een pedaal. In 1907 werden deze door Alexander Schuke vervangen met grotere 8' pijpen. Het orgel bezat nu zes manuaalregisters en een pedaalregister. In 1961 werd het instrument vernield door vandalisme. De kerk had niet de financiële middelen om een nieuw orgel aan te schaffen. De lege tribune waar het orgel zich bevond werd nu gevuld met een bedrieglijk echte kartonnen imitatie. Dit instrument werd gebouwd door de Orgelwerkstatt Wegscheider. Het was voorzien van 17 registers en twee manualen en een pedaal in een zijdelings geplaatste speeltafel.

## Vernieling en restauratie na 1945

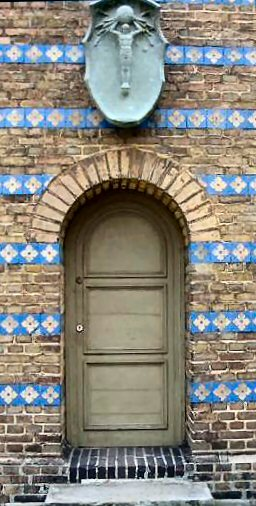
Campanile met de gedenkplaat van 1928 van de hand van Hermann Hosaeus.
Goed zichtbaar is de afwisseling van baksteen en tegelbanden

De bouw van de Berlijnse Muur in augustus 1961 leidde in de loop van de daaropvolgende decennia tot een verwoesting van het interieur en dreigende schade aan het dak. De versperringen aan de Duits-Duitse grens liepen direct over het kerkterrein en de campanile werd zelfs onderdeel van de muur doordat men de hoge betonnen platen tegen de klokkentoren aan zette. Het kerkgebouw stond nu in het niemandsland dat de DDR had ingesteld richting West-Berlijn. Ondanks deze omstandigheden vonden er tot kerstavond 1961 nog regelmatig kerkdiensten plaats. Slechts enkele dagen later werd het interieur van de kerk, die op door de grenstroepen van de DDR zwaar bewaakt terrein stond, waarschijnlijk door de veiligheidsdiensten vernietigd waardoor verder gebruik onmogelijk werd. De grensautoriteiten zochten en vonden hiermee een aanleiding om de kerk volledig af te sluiten om zo eventuele vluchtpogingen via deze grenssector te beletten.
Toen na jaren het vervallen uiterlijk van de kerk ook vanaf de West-Berlijnse oever niet meer te negeren was, poogden de West-Berlijners langs politieke wegen verder verval te stoppen. Door tussenkomst van de toenmalige burgemeester van West-Berlijn, Richard von Weizsäcker, en na moeizame onderhandelingen tussen kerkelijke instanties en de bevoegde overheidsinstanties, kon in 1984/85 het exterieur van het kerkgebouw hersteld worden. De schenkingen door de stichting van de West-Berlijnse krant Der Tagesspiegel en door de senaat van West-Berlijn aan bedrijven in Potsdam om het herstel te financieren zouden echter nooit op de juiste plaats zijn aangekomen.
Na de val van de Berlijnse Muur werd na bijna drie decennia op kerstavond 1989 weer een dienst gehouden in het kerkgebouw. De toen nog vernielde binnenruimte kreeg zijn huidige uiterlijk na een uitgebreide restauratie die duurde van 1993 tot 1995. Het benodigde vooronderzoek begon al in 1990. De uitvoering verliep in nauwe samenspraak tussen de architect, de monumentenzorg en de kerkelijke bouwraad. Met behulp van nog bestaande blauwdrukken en zwart-witfoto's konden veel architectonische details gereconstrueerd worden en het interieur grotendeels in oorspronkelijke staat teruggebracht worden. De consoles onder de apostelbeelden werden echter naar andere voorbeelden vervaardigd en ook de oorspronkelijke volgorde van de beelden was niet meer vast te stellen.
Van het door Lenné ontworpen park waren als gevolg van de grensfortificatie acht hectare volkomen verwoest. Door de bouw van garages, kennels voor de waakhonden, en een nagebouwde grensovergang voor het trainen van douanehonden had het terrein veel van zijn oorspronkelijke karakter verloren. Het herstel van het park begon in 1994.
Sinds de opheffing van de kerkgemeente in 1977 vond de gemeenschap onderdak bij de kerk van de pinksterbeweging in Potsdam. Sinds het gereedkomen van de restauratie in 1995 vinden er weer regelmatig kerkdiensten en ook concerten plaats in de Verlosserkerk.